# Покровське (Благовіщенський район)
Покро́вське (рос. Покровское, башк. Покровский) — присілок у складі Благовіщенського району Башкортостану, Росія. Входить до складу Ільїно-Полянської сільської ради.
Населення — 1 особа (2010; 0 в 2002).